# Liliane Vincent
Pour les articles homonymes, voir Vincent.
Liliane Vincent, née Liliane Wittemberg à La Louvière en 1935 et morte à Bruxelles le 1er novembre 1987, est une comédienne belge.

## Biographie
Après un premier prix au Conservatoire royal de Bruxelles, elle joue dans des théâtres bruxellois, ainsi que dans quelques films belges et français, tant des courts que des longs métrages. On peut citer le long métrage Jeudi on chantera comme dimanche de Luc de Heusch et les courts métrages Six heures, chaussée d'Antin de Roger Ferdinand et Courrier du cœur de Jean-Marie Piquint. 
Ses théâtres de prédilection furent Le Théâtre royal du Parc, le Théâtre de Poche, le Théâtre royal des Galeries, le Théâtre national de Belgique, la Comédie Claude Volter. Son répertoire inclut des vaudevilles ou des pièces de boulevard. Parmi ses grands succès La bonne soupe, La Chatte sur un toit brûlant, Les bonnes de Jean Genet et La Dame sur une balançoire de Dario Fo dans une mise en scène de l'auteur au Théâtre national de Belgique, mais aussi des pièces classiques comme Les Précieuses ridicules, La mégère apprivoisée de William Shakespeare ou Cyrano de Bergerac d'Edmond Rostand.
Ève du Théâtre en 1967 pour La Chatte sur un toit brûlant.
Son triomphe fut Cette dame est à jeter de Dario Fo, dont la création eut lieu en 1968, au Théâtre national de Belgique sous la direction de Dario Fo lui-même. En trois semaines, celui-ci galvanisera la troupe pour monter cette pièce critique sur l'Amérique dans laquelle Liliane Vincent se révèlera, au dire de Dario Fo, la meilleure de ses interprètes. Jugement porté longtemps après et qui est d'autant plus flatteur que de nombreuses autres comédiennes de talent s'étaient illustrées, à travers le monde, dans le premier rôle de cette pièce.
Liliane Vincent a pratiqué la danse classique pendant huit ans et fut également mannequin. Elle a également enseigné au Conservatoire royal de Mons comme professeur d’expression corporelle, c'est à ce poste qu'elle a eu Franco Dragone comme assistant,.

## Théâtre
- 1949-1950 : Pelléas et Mélisande, de Maurice Maeterlinck, Théâtre national de Belgique
- 1951 : L'Aiglon, d'Edmond Rostand, Théâtre royal du Parc
- 1951 : C'est un vagabond, de Gabriel Arout, Renée Arout, Théâtre royal du Parc
- 1951 : Berniquel, de Maurice Maeterlinck, Théâtre royal du Parc
- 1951 : Le Critique, de Richard Brinsley Sheridan, Théâtre royal du Parc
- 1951 : La Duègne, de Richard Brinsley Sheridan, Théâtre royal du Parc
- 1951-1952 : Bataille de dames, d'Ernest Legouvé, Eugène Scribe, Théâtre royal du Parc
- 1952 : Les Serments indiscrets, de Pierre Carlet de Chamblain de Marivaux, Théâtre royal du Parc
- 1952 : Le Joueur, de Jean-François Regnard, Théâtre royal du Parc
- 1952 : Le Père de mademoiselle, de Roger Ferdinand, Théâtre royal du Parc
- 1953 : Lucienne et le boucher de Marcel Aymé, mise en scène Georges Douking, Théâtre des Célestins
- 1953 : Le Songe d'une nuit d'été, de William Shakespeare, Théâtre royal du Parc
- 1955 : Ce soir à Samarcande, de Jacques Deval, Théâtre royal du Parc
- 1955 : Le Chant du rossignol, de Roger Ferdinand d'après Peach Du Garde, Jan Hay, Théâtre royal du Parc
- 1955 : Les Vignes du Seigneur, de Francis de Croisset, Robert de Flers, Théâtre royal du Parc
- 1956 : Les Héritiers Bouchard, de Max Régnier, Théâtre royal du Parc
- 1956 : Les Jours heureux, de Claude-André Puget, Théâtre royal du Parc
- 1956 : Le Nouveau Testament, de Sacha Guitry, Théâtre royal du Parc
- 1956 : Papa, d'Armand de Caillavet Gaston, Robert de Flers, Théâtre royal du Parc
- 1956 : Une étoile nouvelle, de Sacha Guitry, Théâtre royal du Parc
- 1956 : Bobosse, d'André Roussin, Théâtre royal du Parc
- 1956 : La Peine capitale, de Claude-André Puget, Théâtre royal du Parc
- 1956-1957 : Le plus bel amour du monde, de Marcel Achard, Théâtre royal du Parc
- 1957 : Les Caves du Vatican, d'André Gide, Théâtre royal du Parc
- 1957 : Embrassons-nous, Folleville !, d'Eugène Labiche, Théâtre royal du Parc
- 1957 : Les Fontaines lumineuses, de Louis Verneuil, Théâtre royal du Parc
- 1957 : L'Homme de joie, de Paul Géraldy, Robert Spitzer, Théâtre royal du Parc
- 1957 : Primerose, d'Armand de Caillavet Gaston, Robert de Flers, Théâtre royal du Parc
- 1957-1958 : Boubouroche de Georges Courteline, Théâtre royal du Parc, « Adèle »
- 1960 : La Bonne Anna, de Marc Camoletti, Théâtre royal du Parc
- 1960 : Noix de coco, de Marcel Achard, Théâtre royal du Parc
- 1960-1961 : Le Jeu d'Egmont et de Hornes, d'après Johann Wolfgang von Goethe, adaptation Marianne André, Oscar Lejeune, Théâtre royal du Parc, « Mieke, dentellière, fiancée de Jetter »
- 1961 : L'Aiglon, d'Edmond Rostand, Théâtre royal du Parc
- 1961 : Colombe, de Jean Anouilh, Théâtre royal du Parc
- 1961 : Maribel et l'étrange famille, de Miguel Mihura, Théâtre de Poche
- 1961 : Oscar, de Claude Magnier, Théâtre royal du Parc
- 1961 : La Prétentaine, de Jacques Deval, Théâtre royal du Parc
- 1961 : Le Vélo devant la porte, de Joseph Hayes, Théâtre royal du Parc
- 1961 : Les Malices du grand Pedro, de François Maret d'après Miguel de Cervantès, Théâtre royal du Parc
- 1961-1962 : Six personnages en quête d'auteur, de Luigi Pirandello, adaptation Benjamin Crémieux, Théâtre royal du Parc, « La belle-fille »
- 1962 : La Manière forte, de Jacques Deval, Théâtre royal du Parc
- 1962-1963 : Château en Suède, de Françoise Sagan, Théâtre royal du Parc, « Eléonore »
- 1962-1963 : La Bonne Soupe, de Félicien Marceau, Théâtre royal du Parc, « Marie Paule »
- 1962-1963 : Blaise, de Claude Magnier, Théâtre royal du Parc, « Marie »
- 1962-1963 : La Bagatelle, de Marcel Achard, Théâtre royal du Parc, « Victoria »
- 1963-1964 : Huit femmes, de Robert Thomas, Théâtre royal du Parc, « Louise »
- 1963-1964 : L'Idiote, de Marcel Achard, Théâtre royal du Parc, « Josefa Lanthenay »
- 1963-1964 : Mithridate, de Jean Racine, Théâtre royal du Parc, « Phoedime »
- 1963-1964 : Les Maxibules, de Marcel Aymé, Théâtre royal du Parc, « Ernestine »
- 1964-1965 : Sucre, d'Hugo Claus, texte français d'Alain Santal, Théâtre royal du Parc, « Malou »
- 1965 : Le Tour du monde en 80 jours, de Pavel Kohout, Théâtre national de Belgique
- 1966 : Plume au vent, de Jean Nohain, Théâtre royal du Parc
- 1966-1967 : La Brune que voilà, Robert Lamoureux, Théâtre royal du Parc
- 1966-1967 : Domino, de Marcel Achard, Théâtre royal du Parc
- 1967 : Au revoir Charlie, de George Axelrod, Théâtre royal du Parc
- 1967 : La Chatte sur un toit brûlant, de Tennessee Williams, Théâtre royal du Parc
- 1967 : Ni fleurs, ni couronnes, de Louis Boxus, Théâtre royal du Parc
- 1967 : Les Italiens à Paris, de Charles Charras, André Gille, Théâtre national de Belgique
- 1968 : Les Précieuses ridicules, de Molière
- 1968-1969 : Un ami imprévu, de Robert Thomas, Théâtre royal du Parc, « Laura Varnet »
- 1968-1969 : Cette dame est à jeter, de Dario Fo, Théâtre national de Belgique
- 1968-1969 : Magie rouge, de Michel de Ghelderode, Théâtre royal du Parc, « Sybilla »
- 1968-1969 : Les Amants terribles, de Noël Coward, Théâtre royal du Parc, « Annette Lambert »
- 1969-1970 : Caviar ou lentilles, de Giulio Scarnicci, Renzo Tarabusi, Théâtre royal du Parc, « Valeria, compagne de Leonida »
- 1969-1970 : Le Cheval évanoui, de Françoise Sagan, Théâtre royal du Parc, « Coralie Vernet »
- 1969-1970 : Italian Girl, de James Saunders d'après Iris Murdoch, Théâtre royal du Parc, « Isabelle, femme d'Otto »
- 1969-1970 : Adorable Julia, de Marc-Gilbert Sauvajon d'après Guy Bolton, Somerset Maugham, Théâtre royal du Parc, « Julia Lambert »
- 1970 : Les Alliés-nés (What the Butler saw), de Joè Orton, Théâtre de Poche
- 1970-1971 : Major Barbara, de George Bernard Shaw, Théâtre royal du Parc, Barbara Undershaft
- 1970-1971 : Monsieur chasse, de Georges Feydeau, Théâtre royal du Parc, « Léontine »
- 1970-1971 : Clérambard, de Marcel Aymé, Théâtre royal du Parc, « La Langouste »
- 1970-1971 : Comme au théâtre, de Françoise Dorin, Théâtre royal du Parc, « Françoise »
- 1971-1972 : Douce amère, de Jean Poiret, Théâtre royal du Parc, « Elisabeth »
- 1971-1972 : Trois hommes sur un cheval, de George Abbott, John Cecil Holm, Théâtre royal du Parc, « Kiki »
- 1971-1972 : La Dévoration, de Paul Van Den Bosch, Théâtre royal du Parc
- 1971-1972 : La Mégère apprivoisée, de William Shakespeare, Théâtre royal du Parc, « Catarina »
- 1972 : Le Rouge et le Noir, de Stendhal, Rideau de Bruxelles
- 1972 : Le Testament du chien ou le jeu de la miséricordieuse, d'Ariano Suassuna, Théâtre national de Belgique
- 1973-1974 : La Baby-Sitter, de René de Obaldia, Théâtre royal du Parc, « sœur Epine du Saint-Esprit »
- 1973-1974 : Deux femmes pour un fantôme, de René de Obaldia, Théâtre royal du Parc, « Viviane »
- 1973-1974 : Ne réveillez pas Madame, de Jean Anouilh, Théâtre royal du Parc, « Rosa »
- 1974-1975 : Le Saut du lit, de John Chapman, Ray Cooney, Théâtre royal du Parc, « Ghislaine Bottin »
- 1974-1975 : Un Pape à New York, de John Guare, Théâtre royal du Parc, « Bunny Flingus »
- 1975 : Madame Sans-Gêne, de Victorien Sardou, Comédie Claude Volter
- 1975-1976 : Le Malade imaginaire, de Molière, Théâtre national de Belgique, « Béline, seconde femme d'Argan » « Quatrième Docteur »[8]
- 1976 : Le Poignard masqué, d'Auguste Anicet-Bourgeois, Théâtre national de Belgique
- 1976 : Un roi, deux dames et un valet, de Simone Porché, François Porché, Comédie Claude Volter
- 1976-1977 : Hôtel du lac, de François-Marie Banier, Théâtre royal du Parc, « Madame Lombard »
- 1977 : Allo ! Qui êtes-vous ?, de Willis Hall, Keith Waterhouse, Compagnie des Galeries
- 1978 : La Brune que voilà, de Robert Lamoureux, Compagnie des Galeries
- 1982-1983 : Caligula, d'Albert Camus, Théâtre national de Belgique
- 1984 : L'Eventail, de Carlo Goldoni, Théâtre national de Belgique
- 1985 : Hollywood ! Hollywood !, de Christopher Hampton, Théâtre national de Belgique
- 1986 : Un tissu de mensonges, d'Hugh Whitemore, Théâtre national de Belgique
- 1986-1987 : Chéri, d'après Colette, Théâtre royal du Parc, « Charlotte Peloux »
- 1987 : Mort d'un chien, d'Hugo Claus, Théâtre national de Belgique

## Filmographie

### Longs métrages
- 1956 : Le Toubib, médecin du gang d'Ivan Govar avec Raoul de Manez : Maggy
- 1959 : Minute papillon de Jean Lefèvre avec Fernand Raynaud : Corelia
- 1967 : Jeudi on chantera comme dimanche de Luc de Heusch avec Bernard Fresson
- 1972 : Chronique d’une passion (Rolande met de bles) de Roland Verhavert avec Jan Decleir : Diane
- 1973 : Les chattes se mouillent (Because of the Cats) de Fons Rademakers avec Bryan Marshall : Mevrouw Kieft
- 1984 : La Tête dans le sac de Gérard Lauzier

### Court métrage
- 1958 : Courrier du cœur de Jean-Marie Piquint
- 1961 : Six heures, chaussée d'Antin de Roger Ferdinand

### Télévision

#### Téléfilms
- 1977 : Le Scoop de Jean-Louis Colmant avec Philippe Geluck
- 1978 : Er was eens in december de Jean-Pierre De Decker

#### Série télévisée
- 1970 : Les Galapiats